# 제 1 헬베틱 신앙고백서
제 1 헬베틱 신앙고백서(라틴어: Confession Helvetica prior, 영어: the First Helvetic Confession )은 제2 바젤 신앙고백서로도 불리며 1536년에 하인리히 불링거와 쮜리히의 레오 주드, 마르틴 부서등에 의해 작성되었다.  존 칼빈은 이 고백서의 작성을 돕기 위해 쮜리히의 하인리히 불링거를 5차례 방문하였다.
초안은 라틴어로 작성되었으며 스위스 사절단은 루터의 문구에 반대하였다. 하지만 레오 주드의 독일 번역이 만장일치로 채택되었고, 1536년 2월 26일에 두 개의 언어로 된 완성품이 채택되었다.

## 같이 보기
- 제 2 헬베틱 신앙고백서